# Kolstad Håndball
Maillots
Dernière mise à jour : 3 mars 2025.
Le Kolstad Håndball est un club de handball situé à Trondheim en Norvège et fondé en 1972. Il s'agit d'une section du club omnisports du Kolstad IL (de).

## Présentation
Le club a été créé
En 1972 est créée une section de handball du club omnisports du Kolstad IL (en) avec que le club du Kolstad Håndball ne prenne son indépendance en 1996. Club sans résultat notable, il n'accède au Championnat de Norvège qu'en 2015.
En octobre 2021, il prend une nouvelle dimension en ambitionnant de devenir un grand club européen,. Avec l'appui financier de REMA 1000, une chaîne de supermarchés par ailleurs partenaire du championnat norvégien, Kolstad recrute ainsi de grands joueurs mondiaux : si les stars norvégiennes Sander Sagosen (qui a joué ses premiers matchs en championnat de Norvège avec Kolstad en 2012-2013) et Magnus Rød ne rejoignent le club qu'en 2023, le club recrute dès l'intersaison 2022 Torbjørn Bergerud (gardien, GOG), Magnus Gullerud (pivot, Magdebourg), Sigvaldi Guðjónsson (en) (ailier droit, Kielce) et Janus Daði Smárason (en) (demi-centre, Göppingen) tandis que Christian Berge, le sélectionneur qui a permis à la Norvège de devenir une nation majeure du handball mondial, en devient l'entraîneur en mars 2022. 
Mais le club est rattrapé dès l'été 2023 par des problèmes financiers. Et par voie de conséquences, les résultats sportifs ne sont pas au rendez-vous avec une élimination dès la phase de groupe de la Ligue des champions lors de la saison 2023-2024. Et peu à peu, les grands joueurs partent : Magnus Rød dès 2024, Torbjørn Bergerud qui acte à l'été 2024 son départ un an plus tard et surtout Sander Sagosen qui, en février 2025, quitte avec effet immédiat Kolstad pour Aalborg, le transfert en cours de saison d'un joueur de ce calibre étant très rare.

## Palmarès
- Championnat de Norvège (2) : 2023, 2024
- Coupe de Norvège (3) : 2023, 2024, 2025

## Effectif
L'effectif pour la saison 2023–24 est :
- Gardiens de but
  - 01  Lars Eggen Rismark
  - 30  Torbjørn Bergerud
- Ailiers droits
  - 48  Sigvaldi Guðjónsson
  - 72  Erlend Johnsen
- Ailiers gauches
  - 06  Sander Sæterhaug Rønning
  - 07  Adrian Aalberg
- Pivots
  - 11  Henning Bjørkås Limstrand
  - 14  Magnus Gullerud
  - 42  Martin Hernes Hovde
- Arrières gauches
  - 10  Magnus Langeland
  - 25  Simen Ulstad Lyse
- Demi-centres
  - 04  Vetle Eck Aga
  - 05  Sander Sagosen
  - 23  Gøran Johannessen
- Arrières droits
  - 02  Aksel Hald
  - 13  Gabriel Ostad Setterblom
  - 77  Magnus Rød
- Entraîneurs
  -  Stian Gomo Nilsen
  -  Christian Berge
  -  Erlend Sagosen

## Personnalités liées au club
- Christian Berge : entraîneur depuis mars 2022
- Torbjørn Bergerud : joueur de 2022 à 2025
- Sigvaldi Guðjónsson (en) : joueur depuis 2022
- Magnus Gullerud : joueur depuis 2022
- Gøran Johannessen : joueur à partir de 2023
- Magnus Rød : joueur de 2023 à 2024
- Sander Sagosen : joueur en 2012-2013 et de 2023 à février 2025.